# 브레치나이더 공식
브레치나이더 공식(Bretschneider's formula)은 임의의 사각형의 네 변의 길이를 알고 있을 때 그 사각형의 면적을 구하는 공식이다.
카를 안톤 브레치나이더가 발견한 이 공식은 브라마굽타 공식이 일반화된 공식으로서 브레치나이더 공식을 얻을 수 있다. 헤론의 공식과 브라마굽타 공식은 브레치나이더 공식의 사변형에 대한 특별한 경우이다.

## 일반화된 브라마굽타 공식, 브레치나이더 공식
역사적으로 수학에서는 특수한 경우에서 시작된 수식으로부터 일반화된 공식을 얻는과정으로의 발전이 여러 있어왔는데, 이는 특별한 경우에서부터 시작된 행렬식으로부터 보다 일반화된 행렬이 생겨난것처럼,
특수한 경우의 "원에 내접하는 사각형"의 공식인 브라마굽타 공식으로부터 보다 일반화된 브레치나이더 공식이 구체화됐다.
- 브라마굽타 공식

원에 내접하는 사각형의 각 선분의 길이가 a, b, c, d일 때, 사각형의 넓이 S는
{\displaystyle S={\sqrt {(s-a)(s-b)(s-c)(s-d)}}}
이고 여기에서 s는
{\displaystyle s={\frac {a+b+c+d}{2}}}이다.
- 브레치나이더 공식

임의의 사각형의 각 변의 길이를 a, b, c, d라고 하고, 마주보는 두 각의 합을 2로 나눈 값을 θ라고 하면
{\displaystyle S={\sqrt {(s-a)(s-b)(s-c)(s-d)-abcd\cos ^{2}\theta }}}
가 얻어진다. 이를 브레치나이더 공식(Bretschneider's formula)이라고 한다.

## 같이 보기
- 케일리-멩거 행렬식

## 참고 문헌
- (매스월드) http://mathworld.wolfram.com/BretschneidersFormula.html